# Govza
Govza je naseljeno mjesto u općini Foča, Republika Srpska, BiH. Nalazi se između vodotoka Vrbničke rijeke (južno), Oteše (sjeveroistočno) i Govze (zapadno i sjeverno).
Godine 1962. pripojena su mu naselja Oteša, Palež i Zagorica (Zagorice).  (Sl.list NRBiH, br.47/62).

## Stanovništvo
| Narod     | Popis 1961. | Popis 1971. | Popis 1981. | Popis 1991. |
| --------- | ----------- | ----------- | ----------- | ----------- |
| Hrvati    |             | 1           |             |             |
| Muslimani | 338         | 350         | 245         | 150         |
| Srbi      | 102         | 114         | 5           | 11          |
| ostali    | 12          | 3           |             |             |
| Ukupno    | 452         | 468         | 250         | 150         |